# Kazimierz Czartoryski (1674–1741)
Kazimierz Czartoryski (ur. 4 marca 1674 w Warszawie, zm. 31 sierpnia 1741 w Warszawie) – książę na Klewaniu i Żukowie, syn Michała Jerzego Czartoryskiego i Joanny Olędzkiej.
W 1695 był posłem na Sejm z ziemi liwskiej. Poseł sejmiku wołyńskiego na sejm konwokacyjny 1696 roku. Po zerwanym sejmie konwokacyjnym 1696 roku przystąpił 28 września 1696 roku do konfederacji generalnej. 5 lipca 1697 roku podpisał w Warszawie obwieszczenie do poparcia wolnej elekcji, które zwoływało szlachtę na zjazd w obronie naruszonych praw Rzeczypospolitej. W 1699 roku został podczaszym wielkim litewskim, w latach 1707–1709 był podskarbim wielkim litewskim, z nominacji króla polskiego – Stanisława Leszczyńskiego. Następnie w latach 1712–1724 był podkanclerzym litewskim, a od 1724 kasztelanem wileńskim. Był także starostą krzemienieckim, wieliskim, uświackim.
Był uczestnikiem Walnej Rady Warszawskiej 1710 roku. Był członkiem konfederacji generalnej zawiązanej 27 kwietnia 1733 roku na sejmie konwokacyjnym. W 1733 roku podpisał elekcję Stanisława Leszczyńskiego.
W roku 1730 został odznaczony Orderem Orła Białego.

## Potomstwo
Ożenił się w 1693 roku z Izabelą Elżbietą Morsztyn (26 sierpnia 1671–24 lutego 1758, Warszawa), córką Andrzeja Morsztyna i Katarzyny Gordon. Miał z nią trzech synów oraz dwie córki:
- Michała Fryderyka (1696–1775),
- Augusta Aleksandra (1697–1782),
- Konstancję (1695–1759), matkę Stanisława Augusta Poniatowskiego,
- Ludwikę Elżbietę (1703–1745),
- Teodora Kazimierza (1704–1768).

## Wywód przodków
| 4. Mikołaj Jerzy Czartoryski (zm. 1662) |  |                                        |  |  |                                      |
|                                         |  | 2. Michał Jerzy Czartoryski (zm. 1692) |  |  |                                      |
| 5. Izabela Kordecka (zm. 1669)          |  |                                        |  |  |                                      |
|                                         |  |                                        |  |  | 1. Kazimierz Czartoryski (1674–1741) |
| 6. Tomasz Olędzki                       |  |                                        |  |  |                                      |
|                                         |  | 3. Joanna Weronika Olędzka (zm. 1729)  |  |  |                                      |
| 7. Anna Grzybowska                      |  |                                        |  |  |                                      |
|                                         |  |                                        |  |  |                                      |